# Meierskappel
Meierskappel es una comuna suiza del cantón de Lucerna, situada en el distrito de Lucerna. Limita al norte y al este con las comunas de Risch-Rotkreuz (ZG), Zug (ZG) y Walchwil (ZG), al sur con Küssnacht am Rigi (SZ), y al oeste con Udligenswil y Root.

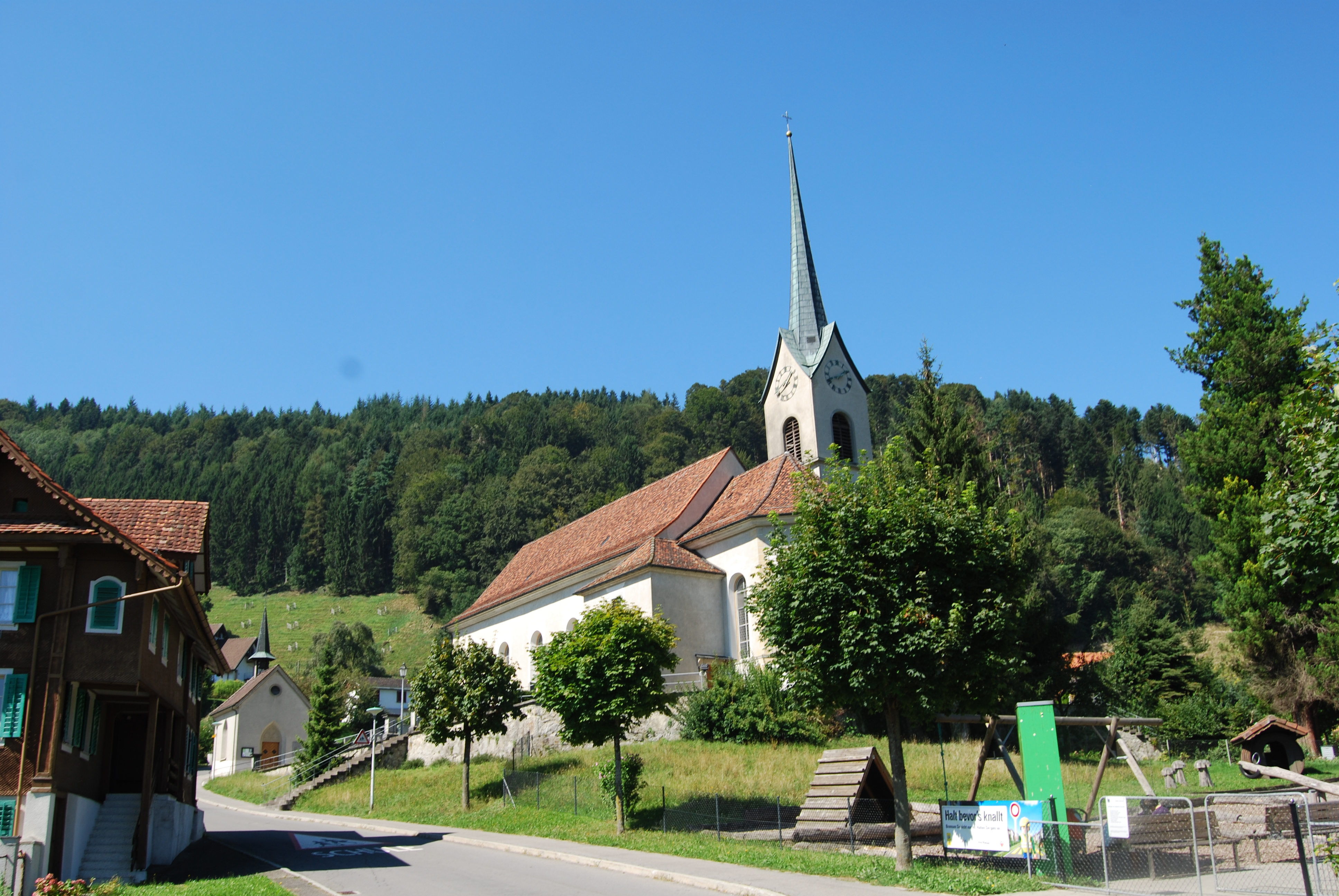
Meierskappel